# Schillstraße 6 (Stralsund)

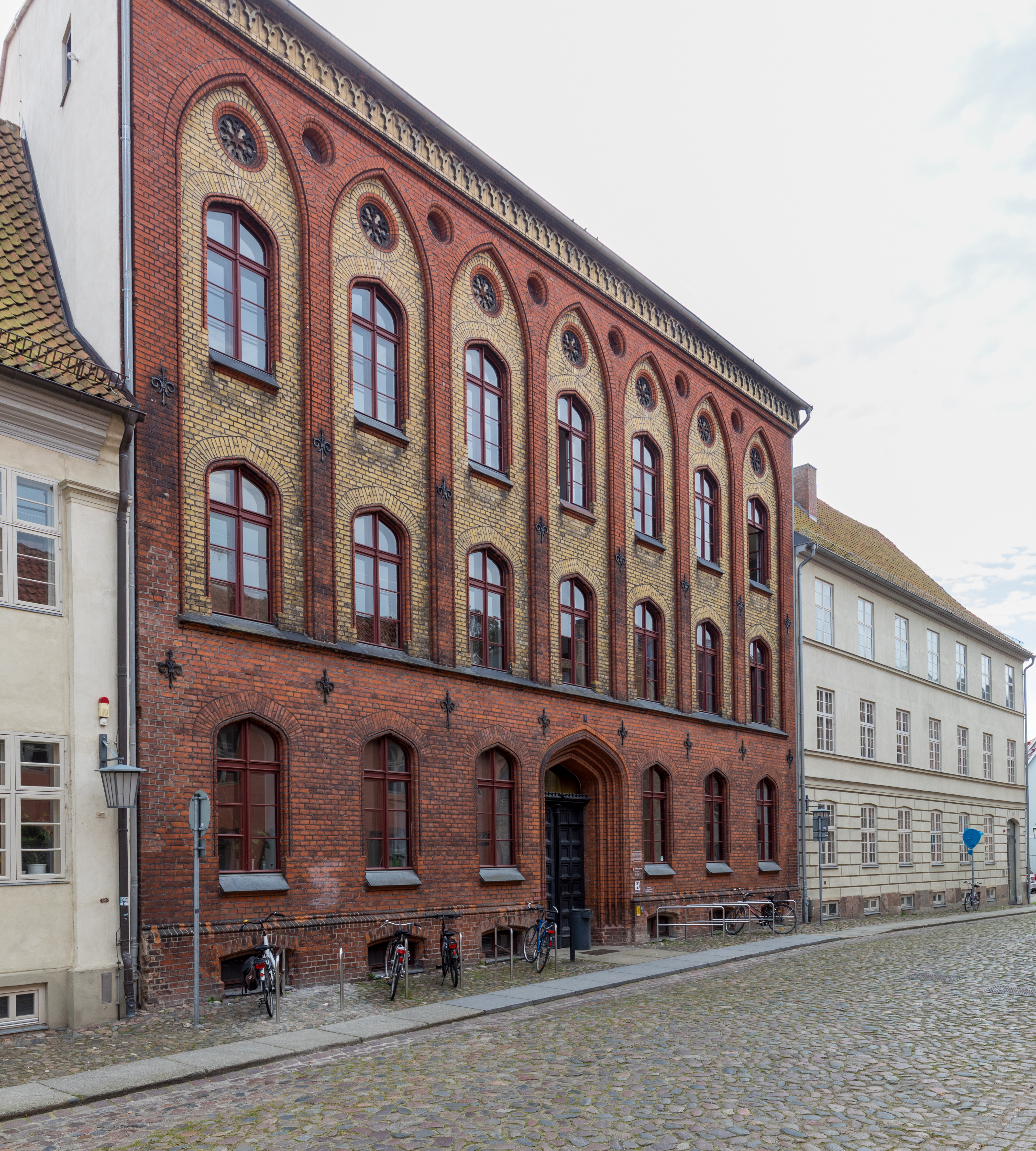
Schillstraße 6 in Stralsund (2017)

Das Gebäude mit der postalischen Adresse Schillstraße 6 ist ein denkmalgeschütztes Bauwerk in der Schillstraße in Stralsund. Es ist Teil des einstigen Klosterkomplexes St. Annen und Brigitten.
Der dreigeschossige und siebenachsige Backsteinbau wurde im Jahr 1863, nach Plänen von Ernst von Haselberg, anstelle des zuvor zerstörten Haupthauses der Klosteranlage errichtet.
Die Fassade ist neugotisch gestaltet, rote und gelbe Backsteine wurden für die Fassadengestaltung verwendet. Übergreifende spitzbogige Blenden prägen die Obergeschosse; in ihren Scheiteln sind Maßwerkrosetten eingelassen. Ein Zierfries aus Formsteinen bildet den Abschluss des traufständigen Gebäudes mit seinem mittig angeordneten spitzbogigen Portal.
Auf dem Hof steht ein ebenfalls im Jahr 1863 errichtetes Backsteingebäude sowie die Kapelle St. Annen.
Das Haus liegt im Kerngebiet des von der UNESCO als Weltkulturerbe anerkannten Stadtgebietes des Kulturgutes „Historische Altstädte Stralsund und Wismar“. In die Liste der Baudenkmale in Stralsund ist es mit der Nummer 677 eingetragen.